# الهجن (العدين)

تعديل مصدري - تعديل

الهجن محلة تابعة لقرية الوادي، التابعة لعزلة بني عمران بمديرية العدين إحدى مديريات محافظة إب في الجمهورية اليمنية، بلغ تعداد سكانها 28 حسب تعداد اليمن لعام 2004.